# براندون باركر
براندون باركير (بالإنجليزية: Brandon Barker)‏ (4 أكتوبر 1996 بمانشستر في المملكة المتحدة - ) هو لاعب كرة قدم بريطاني في مركز الوسط. لعب مع مانشستر سيتي ونادي روذرهام يونايتد.

## وصلات خارجية
- براندون باركر على موقع الاتحاد الأوربي (الإنجليزية)
- براندون باركر على موقع قاعدة بيانات كرة القدم.إي يو (الإنجليزية)
- براندون باركر على موقع Soccerbase.com (لاعب) (الإنجليزية)
- براندون باركر على موقع Soccerway.com (الإنجليزية)
- براندون باركر على موقع عالم كرة القدم.نت (الإنجليزية)
- براندون باركر على موقع AS.com (الإسبانية)

قالب:تشكيلة بريستون نورث ايند